# Beitar Illit
Beitar Illit of Betar Illit (Hebreeuws: בֵּיתָר עִלִּית, Arabisch: بيتار عيليت) is een Israëlische nederzetting op de Westelijke Jordaanoever in het Palestijnse gouvernement Jeruzalem. Deze nederzetting bevindt zich in het nederzettingenblok van Gush Etsion, 10 kilometer ten zuiden van Jeruzalem.
Het is een van de grootste en snelstgroeiende nederzettingen. In 2013 had deze ongeveer 45.710 inwoners en heeft binnen Israëlisch bestuur de status van stadsraad gekregen.

## Geschiedenis
Het fort Betar, nabij het huidig Beitar Illit, was waar in het jaar 135 de Romeinse legers een definitief einde maakten aan de Joodse opstanden onder leiding van Sjimon bar Kochba. 
Beitar Illit werd in 1985 gesticht op grondgebied van het oude Arabische stadje Husan, 9 kilometer ten westen van Bethlehem. Door een militaire order werd in maart 2004 grond geconfisqueerd voor de bouw van de Westoeverbarrière, waardoor Husan en het nabijgelegen Battir werden afgesloten van de eigen bossen en landerijen. Door de bouw en uitbreiding van deze en andere nederzettingen, verbindingswegen (bypassroads) en tunnels op onteigend Palestijns grondgebied worden de dorpjes ook langzaam ingesloten.
De bouw van alle Israëlische nederzettingen in de bezette Palestijnse gebieden, Betar Illit inbegrepen, is door de VN-Veiligheidsraad in Resolutie 446 van maart 1979 illegaal verklaard.

## Bevolking
Op 31 december 2019 telde Beitar Illit naar schatting 59.270 inwoners, een stijging van 4,44% ten opzichte van 56.750 inwoners een jaar eerder. Hiermee is Beitar Illit de snelstgroeiende nederzetting in de Westelijke Jordaanoever: in minder dan 25 jaar is de bevolking verelfvoudigd (zie: onderstaande grafiek). Van de bevolking is 54% jonger dan 15 jaar, 45% is tussen de 15-64 jaar en 1% is 65 jaar of ouder. De gemiddelde leeftijd van de bevolking is afgerond 13 jaar (minder dan de helft van het Israëlische gemiddelde van 30 jaar).
|  |

De bevolking van Beitar Illit bestaat uitsluitend uit charedische joden, voornamelijk chassidisch.